# グラント郡区 (アイオワ州ブーン郡)
グラント郡区は、アメリカ合衆国、アイオワ州、ブーン郡にある17の郡区の一つである。2000年の国勢調査で、人口は408人だった。

## 地理
グラント郡区は、93.9平方キロメートル（36.24平方マイル)で、Boxholmが含まれています。
アメリカ地質調査所によると、この郡区は LawnとRennerとUnionの3つの霊園が含まれています。